# Riccardo Zinna
Riccardo Zinna (Nápoly, 1958. május 18. – Nápoly, 2018. szeptember 20.) olasz színész, színházi rendező, zenész.

## Fontosabb filmjei
- Il portaborse (1991)
- Il grande cocomero (1993)
- Kedves naplóm (Caro diario) (1993)
- Csukott szemmel (Con gli occhi chiusi) (1994)
- Nirvána (Nirvana) (1997) ... Maffiózó
- Denti (2000)
- Qui non è il paradiso (2000)
- A szerelmes taxisofőr (Luce dei miei occhi) (2001)
- Incantesimo napoletano (2002)
- Nem félek (Io non ho paura) (2003)
- Ricordati di me (2003)
- Sulla mia pelle (2003)
- Il resto di niente (2004)
- Mastrangelo nyomoz (Il giudice Mastrangelo) (2005–2007, tv-sorozat, tíz epizódban)
- Eccezzziunale veramente - Capitolo secondo... me (2006)
- Arrivederci amore, ciao (2006)
- Repülőiskola (Lezioni di volo) (2007)
- A víz mágusa (Il rabdomante) (2007)
- Gomorra (2008)
- Sant Angelo – Egy kórház hétköznapjai (Medicina generale) (2010, tv-sorozat, 15 epizódban)
- Isten hozta Délen! (Benvenuti al Sud) (2010)
- Szibériai nevelés (Educazione siberiana) (2013)